# Herrarnas 30 kilometer i längdskidåkning vid olympiska vinterspelen 2002
Herrarnas 30 kilometer i längdskidåkning vid olympiska vinterspelen 2002 gick av stapeln 9 februari 2002
Johann Mühlegg, Spanien drog efter några kilometer upp ett hårt tempo som endast Per Elofsson kunde följa, men Elofsson gick "in i väggen" och bröt efter halva loppet. Johann Mühlegg vann överlägset. Detta lopp anses allmänt vara det som fick Elofssons karriär att ta slut då han trots två VM-medaljer följande år aldrig riktigt återhämtade sig och nådde tillbaka till världstoppen. Senare visade det sig att Mühlegg hade dopat sig med darbepoetin och han ifråntogs guldet. Istället gick guld och silver till Österrike genom Christian Hoffmann och Mikhail Botvinov, vilka båda också varit avstängda i samband med dopinganklagelser. Sverige hade en urusel dag med endast en åkare (Niklas Jonsson) som kom i mål.

## Medaljörer
| Spel  | Guld                         | Silver                     | Brons                  |
| 30 km | Christian Hoffmann Österrike | Michail Botvinov Österrike | Kristen Skjeldal Norge |

## Resultat
| Medalj | Tävlande              | Tid       |
| Guld   | Christian Hoffmann    | 1:11.31,0 |
| Silver | Michail Botvinov      | 1:11.32,3 |
| Brons  | Kristen Skjeldal      | 1:11.42,7 |
| 4      | Pietro Piller Cottrer | 1:11.42,8 |
| 5      | Ole Einar Bjørndalen  | 1:11.44,5 |
| 6      | Lukas Bauer           | 1:12.22,3 |
| 7      | Nikolaj Bolsjakov     | 1:12.49,6 |
| 8      | Sergej Krijanin       | 1:12.52,0 |
| 9      | Cristian Zorzi        | 1:13.10,0 |
| 10     | Emmanuel Jonnier      | 1:13.15,1 |
| 11     | Vincent Vittoz        | 1:13.21,7 |
| 12     | Thomas Alsgaard       | 1:13.30,2 |
| 13     | Fabio Maj             | 1:13.43,5 |
| 14     | Sergej Dolodovitj     | 1:13.51,1 |
| 15     | Vladimir Vilisov      | 1:13.54,1 |
| 16     | René Sommerfeldt      | 1:13.55,8 |
| 17     | Juan J. Gutierrez     | 1:14.05,1 |
| 18     | Andrej Nevzorov       | 1:14.12,1 |
| 19     | Axel Teichmann        | 1:14.23,8 |
| 20     | Martin Koukal         | 1:14.25,9 |
| 21     | Andrew Johnson        | 1:14.26,9 |
| 22     | Nikolaj Tjebotko      | 1:14.32,2 |
| 23     | Gerhard Urain         | 1:14.33,9 |
| 24     | Petr Michi            | 1:14.40,0 |
| 25     | Markus Hasler         | 1:14.47,0 |
| 26     | Zsolt Anton           | 1:14.47,1 |
| 27     | Hiroyuki Imai         | 1:14.55,6 |
| 28     | Patrik Mächler        | 1:15.03,4 |
| 29     | Dimitrij Titjkin      | 1:15.10,2 |
| 30     | Masaaki Kozu          | 1:15.32,4 |
| 31     | Stephan Kunz          | 1.15.56,8 |
| 32     | Martin Bajčičák       | 1:16.08,5 |
| 33     | Tobias Angerer        | 1:16.13,1 |
| 34     | Gion-Andrea Bundi     | 1:16.19,6 |
| 35     | Teemu Kattilakoski    | 1:16.20,9 |
| 36     | Niklas Jonsson        | 1:16.25,2 |
| 37     | Maksim Odnodvortsev   | 1:16.25,6 |
| 38     | Wilhelm Aschwanden    | 1:16.32,4 |
| 39     | Patrick Rölli         | 1:16.36,5 |
| 40     | Sami Repo             | 1:16.48,2 |
| 41     | Haritz Zunzunegui     | 1:17.06,5 |
| 42     | Katsuhito Ebisawa     | 1:17.18,2 |
| 43     | Jiri Magal            | 1.17.18,3 |
| 44     | Denis Vorobjev        | 1:17.43,2 |
| 45     | Donald Farley         | 1:17.43,6 |
| 46     | Vladimir Bortsov      | 1:17.47,5 |
| 47     | Alexandre Rousselet   | 1:18.01,3 |
| 48     | Mitsuo Horigome       | 1:18.06,3 |
| 49     | Tor Arne Hetland      | 1:18.25,8 |
| 50     | Roman Lejbjuk         | 1:18.52,3 |
| 51     | Silvio Fauner         | 1:19.43,9 |
| 52     | Nikolaj Semjonjako    | 1:19.45,6 |
| 53     | Aleksandr Sanikov     | 1:19.46,9 |
| 54     | Lars Flora            | 1:20.42,7 |
| 55     | Byung-Joo Park        | 1:20.57,5 |
| 56     | Carl Swenson          | 1:21.17,3 |
| 57     | Vladislavas Zybajlo   | 1:21.27,1 |
| 58     | Juris Germanis        | 1:22.30,4 |
| 59     | Doo-Sun Sin           | 1:23.03,0 |
| 60     | Pavo Raudsepp         | 1:23.08,3 |
| 61     | Damir Jurcevic        | 1:23.53,3 |
| 62     | Aram Hajijan          | 1:24.07,5 |
| 63     | Vadim Gusev           | 1:24.26,3 |
| 64     | Denis Klobucar        | 1:25.39,0 |
| 65     | Dawei Han             | 1:25.42,4 |
| 66     | Zoltán Tagscherer     | 1:30.50,1 |
| 67     | Ion Bucsa             | 1:32.48,9 |
| 68     | Gokio Dineski         | 1:33.33,9 |

Åtta skidåkare bröt loppet: Sami Pietilä, Finland, Christophe Perrillat, Frankrike, Per Elofsson, Sverige, Morgan Göransson, Sverige, Eui-Myung Jung, Sydkorea, Prawat Nagvajara, Thailand, Sebahattin Oglago, Turkiet och Justin Wadsworth, USA. I efterhand diskvalificerades Johann Mühlegg, Spanien (1.09.28,9) och Achim Walcher, Österrike (1.17.40,9).